# 武汉地铁
武汉地铁，又称武汉轨道交通，是中华人民共和国湖北省武汉市的城市轨道交通系统。其第一条线路——武汉轨道交通1号线一期工程，于2004年7月28日开通运营，这使得武汉成为中国大陆继北京、天津、上海、广州、长春、大连之后第七座开通城市轨道交通系统的城市。

## 规划与建设历程

### 可行性探讨
武汉早已开始地铁项目的论证，但是因为资金以及过江隧道技术尚未成熟，迟迟没有将计划付诸实施。比如1979年武汉市人防办在一张武汉地图上画的两条黑色的地铁线，1996年的武汉早期地铁规划图。上世纪80年代，武汉市开始轨道交通研究，迄今为止成功编制两轮轨道交通线网规划和建设规划，支撑主城区一年一条地铁线路的建设，目前武汉轨道交通正以每年40公里建设速度有序推进。
武汉地铁的建设、运营单位是武汉地铁集团有限公司。该公司是在原武汉市轨道交通有限公司的基础上，于2007年5月15日经武汉市委、市政府批准成立的大型国有独资企业。成立于2007年5月15日。取代武汉市轨道交通有限公司的工作，运营之前已经开通的武汉地铁1号线（武汉轻轨）一期线路，并负责武汉市地铁线路的建设与运营。
武汉市轨道交通有限公司的历史可追溯到1992年武汉市政府成立的武汉市轨道交通建设办公室和武汉市轨道交通建设公司。1993年7月，武汉市成立轨道交通建设领导小组。2000年10月，武汉市成立受国家发展和改革委员会的委托，中国国际工程咨询公司于2009年在武汉市主持召开了《武汉市城市快速轨道交通建设规划（2009-2020）》评估会，并通过了该规划。主城区4条轨道过江通道将承担45%的过江出行量。
2015年6月，武汉市城市轨道交通第三期建设规划（2015-2021年） 获得发改委批准 。该规划在上一轮轨道交通建设规划（2010-2017）的基础上，新增1号线径河延长线，2号线南延长线、北延长线（即机场线），4号线西延线，5号线，7号线南延线（纸坊线），8号线二期，11号线东西两段，21号线（阳逻线）等线路，新增里程173.5公里。
2018年12月25日，国家发展改革委批复武汉市城市轨道交通第四期建设规划（2019-2024 年）建设 12 号线、6 号线二期、8 号线三期、11 号线三期（武昌段首开段、新汉阳火车站段和葛店段）、7 号线北延线（前川线）、16 号线、19号线、新港线项目，总长 198.4 公里。到2024 年，形成 14 条线路运营、总长 606 公里的轨道网。
根据远景规划，武汉市城市轨道交通远景（2049 年）线网总长约 1100 公里，形成以轨道交通为主导、与土地集约开发相协调，多元复合、衔接高效的一体化公共交通体系，实现“60/60 客运目标”，即公共交通出行比例达到 60%、轨道出行占公共交通出行的 60%。

### 线路开通沿革

武漢地鐵發展示意圖 2004 - 2019

- 2004年7月28日，轨道交通1号线一期，开通黄浦路站至宗关站，长9.769公里，设站10座，开通9座（太平洋站未通）。线网总长9.769公里。
- 2006年4月8日，轨道交通1号线一期，开通太平洋站。
- 2010年7月29日，轨道交通1号线二期东延伸段（黄浦路站至堤角站），长7.04公里，设站6座；西延伸段（宗关站至东吴大道站），长11.454公里，设站10座，开通9座（竹叶海站未通）。线网总长28.263公里。
- 2012年12月28日，轨道交通2号线一期，开通金银潭站至光谷广场站，长27.152公里，设站21座。线网总长55.415公里。
- 2013年12月28日，轨道交通4号线一期，开通武汉火车站至武昌火车站，长15.429公里，设站15座。线网总长70.844公里。
- 2014年
  - 5月28日，轨道交通1号线汉口北延长线，开通堤角站至汉口北站，长5.555公里，设站3座。线网总长76.399公里。
  - 9月17日，轨道交通1号线，二期工程的竹叶海站投入使用。
  - 12月28日，轨道交通4号线二期，开通武昌火车站至黄金口站，长17.976公里，设站13座。线网总长94.375公里。
- 2015年12月28日，轨道交通3号线一期，开通宏图大道站至沌阳大道站，长29.66公里，设站24座。线网总长124.035公里。
- 2016年12月28日
  - 轨道交通机场线（亦称2号线北延线），开通金银潭站至天河机场站，长19.957公里，设站7座；
  - 轨道交通6号线一期，开通东风公司站至金银湖公园站，长35.512公里，设站27座。线网总长179.5公里。
- 2017年12月26日
  - 轨道交通1号线径河延伸线，开通东吴大道站至径河站，长4.118公里，设站3座；
  - 轨道交通8号线一期，开通金潭路站至梨园站，长16.204公里，设站12座；
  - 轨道交通阳逻线，开通后湖大道站至金台站，长34.575公里，设站16座。线网总长234.4公里。
- 2018年
  - 10月1日
    - 轨道交通7号线一期，开通园博园北站至野芷湖站，长30.413公里，设站19座；
    - 轨道交通11号线东段一期，开通光谷火车站至左岭站，长18.744公里，设站13座。线网总长283.6公里。（因2号线南延线未通，11号线暂时脱网独立运行。）

  - 12月28日，轨道交通纸坊线（7号线南延线），开通野芷湖站至青龙山地铁小镇站，长16.55公里，设站7座。线网总长300.15公里。
- 2019年
  - 2月19日，轨道交通2号线南延线，开通光谷广场站至佛祖岭站，长13.165公里，设站10座。线网总长313公里。（11号线至此开始联网运行。）
  - 9月25日，轨道交通蔡甸线（4号线西延线），开通柏林站至黄金口站，长16.288公里，设站9座。线网总长330公里。
  - 11月6日，轨道交通8号线三期，开通野芷湖站至军运村站，长4.84公里，设站3座。线网总长335公里。（因8号线二期未通，8号线一期与三期分段运行。）
- 2021年
  - 1月2日
    - 轨道交通8号线二期，开通梨园站至野芷湖站，长17.161公里，设站11座。（8号线至此全线贯通运行。）
    - 轨道交通11号线三期葛店段，开通左岭站至葛店南站，长3.786公里，设站1座。线网总长356公里。

  - 12月26日
    - 轨道交通5号线一期，开通中医药大学站至武汉站东广场站，长34.561公里，设站25座；
    - 轨道交通6号线二期，开通金银湖公园站至新城十一路站，长7.025公里，设站5座；
    - 轨道交通16号线一期，开通国博中心南站至周家河站，长31.692公里，设站12座。线网总长435公里。
- 2022年12月30日
  - 轨道交通7号线北延线一期，开通横店站至园博园北站，长20.890公里，设站7座；
  - 轨道交通16号线二期，开通周家河站至通航机场站，长4.766公里，设站2座。线网总长460公里。
- 2023年
  - 12月1日
    - 轨道交通5号线起点调整工程，开通中医药大学站至红霞站，长2.61公里，设站2座。线网总长463公里。

  - 12月30日
    - 轨道交通19号线一期，开通武汉站西广场站至新月溪公园站，长23.3公里，设站7座。线网总长486公里。
- 2024年
  - 10月1日
    - 轨道交通7号线北延线二期，开通黄陂广场站至横店站，长15.159公里，设站3座。线网总长501公里。

  - 12月27日
    - 轨道交通11号线二期、三期武昌段首开段，开通江安路站至武汉东站，长16.833公里，设站9座。线网总长518公里。

## 运营服务

### 服务时间
武汉地铁工作日早班车发车时间为6:00，节假日为6:30，实行多站同步首班车模式。1~8号线及11号线末班车发车时间为23:00，16号线、19号线和阳逻线会于22:00或22:30开出末班车。各线路具体的首末班车时刻可在武汉地铁的官方网站或官方社交平台查询。
逢大型公众节假日、重大体育赛事或演出、大面积民航或铁路延误到达时，会视情况在末班车后加开一定数量的列车，以最大程度方便公众出行。

### 已开通线路
| 线路     | 首段启用日期   | 最近延伸日期   | 起点站       | 终点站         | 车站数目 | 长度      | 平均站距 | 车辆段/停车场                                     | 列车编组     |
| -------- | -------------- | -------------- | ------------ | -------------- | -------- | --------- | -------- | ------------------------------------------------- | ------------ |
| █ 1号线  | 2004年7月28日  | 2017年12月26日 | 径河         | 汉口北         | 32       | 37.936 km | 1.224 km | 古田车辆段 硚口路停车场 汉口北停车场              | 4B           |
| █ 2号线  | 2012年12月28日 | 2019年2月19日  | 天河机场     | 佛祖岭         | 38       | 60.304 km | 1.630 km | 常青车辆段 中山北路停车场 天河停车场 佛祖岭停车场 | 6B（预留8B） |
| █ 3号线  | 2015年12月28日 | N/A            | 沌阳大道     | 宏图大道       | 24       | 29.660 km | 1.290 km | 三金潭车辆段 升官渡停车场                         | 6B           |
| █ 4号线  | 2013年12月28日 | 2019年9月25日  | 柏林         | 武汉火车站     | 37       | 49.693 km | 1.380 km | 青山车辆段 黄金口停车场 柏林停车场                | 6B           |
| █ 5号线  | 2021年12月26日 | 2023年12月1日  | 红霞         | 武汉站东广场   | 27       | 37.216 km | 1.431 km | 工人村车辆段 青菱停车场                           | 6A           |
| █ 6号线  | 2016年12月28日 | 2021年12月26日 | 新城十一路   | 东风公司       | 32       | 42.537 km | 1.372 km | 老关村车辆段 金银湖停车场                         | 6A           |
| █ 7号线  | 2018年10月1日  | 2024年10月1日  | 黄陂广场     | 青龙山地铁小镇 | 36       | 83.012 km | 2.372 km | 野芷湖车辆段 长丰停车场 纸坊停车场 前川车辆段     | 6A（预留8A） |
| █ 8号线  | 2017年12月26日 | 2021年1月2日   | 金潭路       | 军运村         | 26       | 38.197 km | 1.528 km | 三金潭车辆段 野芷湖车辆段                         | 6A（预留8A） |
| █ 11号线 | 2018年10月1日  | 2024年12月27日 | 江安路       | 葛店南站       | 23       | 39.363 km | 1.789 km | 长岭山车辆段                                      | 6A（预留8A） |
| █ 16号线 | 2021年12月26日 | 2022年12月30日 | 国博中心南   | 通航机场       | 14       | 36.458 km | 2.804 km | 汉南车辆段 东荆河停车场                           | 4A（预留6A） |
| █ 19号线 | 2023年12月30日 | N/A            | 武汉站西广场 | 新月溪公园     | 7        | 22.686 km | 3.781 km | 花山車輛段                                        | 6A           |
| █ 阳逻线 | 2017年12月26日 | N/A            | 后湖大道     | 金台           | 16       | 34.575 km | 2.305 km | 倒水河车辆段 武湖停车场                           | 4A（预留6A） |

### 票务

#### 票务规定
- 计价方式：按里程限时计费。
- 计价标准：起价2元可乘坐4公里，3元可乘坐8公里，4元可乘坐12公里，5元可乘坐18公里，6元可乘坐24公里，7元可乘坐32公里，8元可乘坐40公里，9元可乘坐50公里，50公里以上每增加1元可多乘坐20公里。具体的计费标准可参见下表：

|  |  |  |  |  |  |  |  |  |

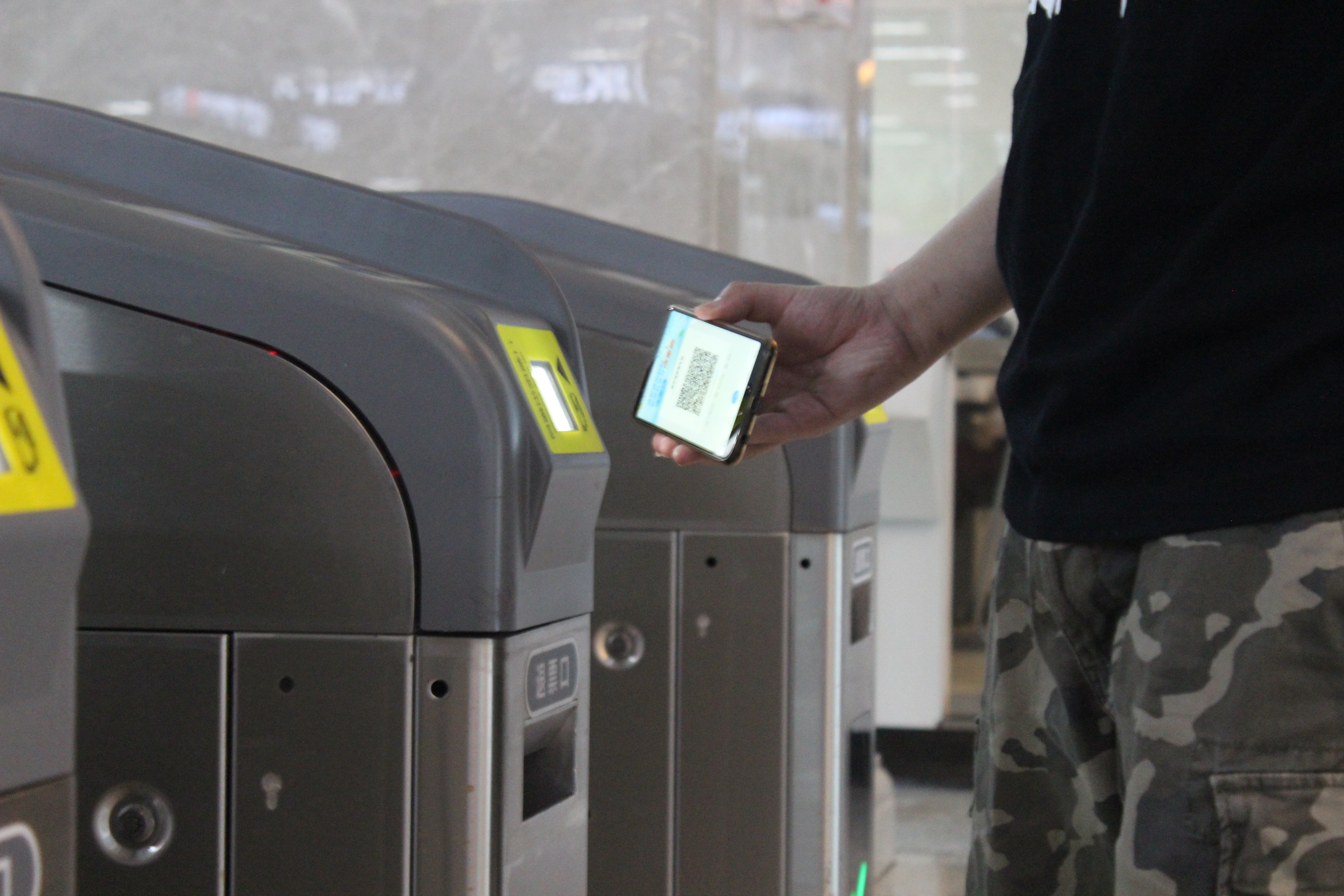
乘车限时：每次进闸到出闸限240分钟。
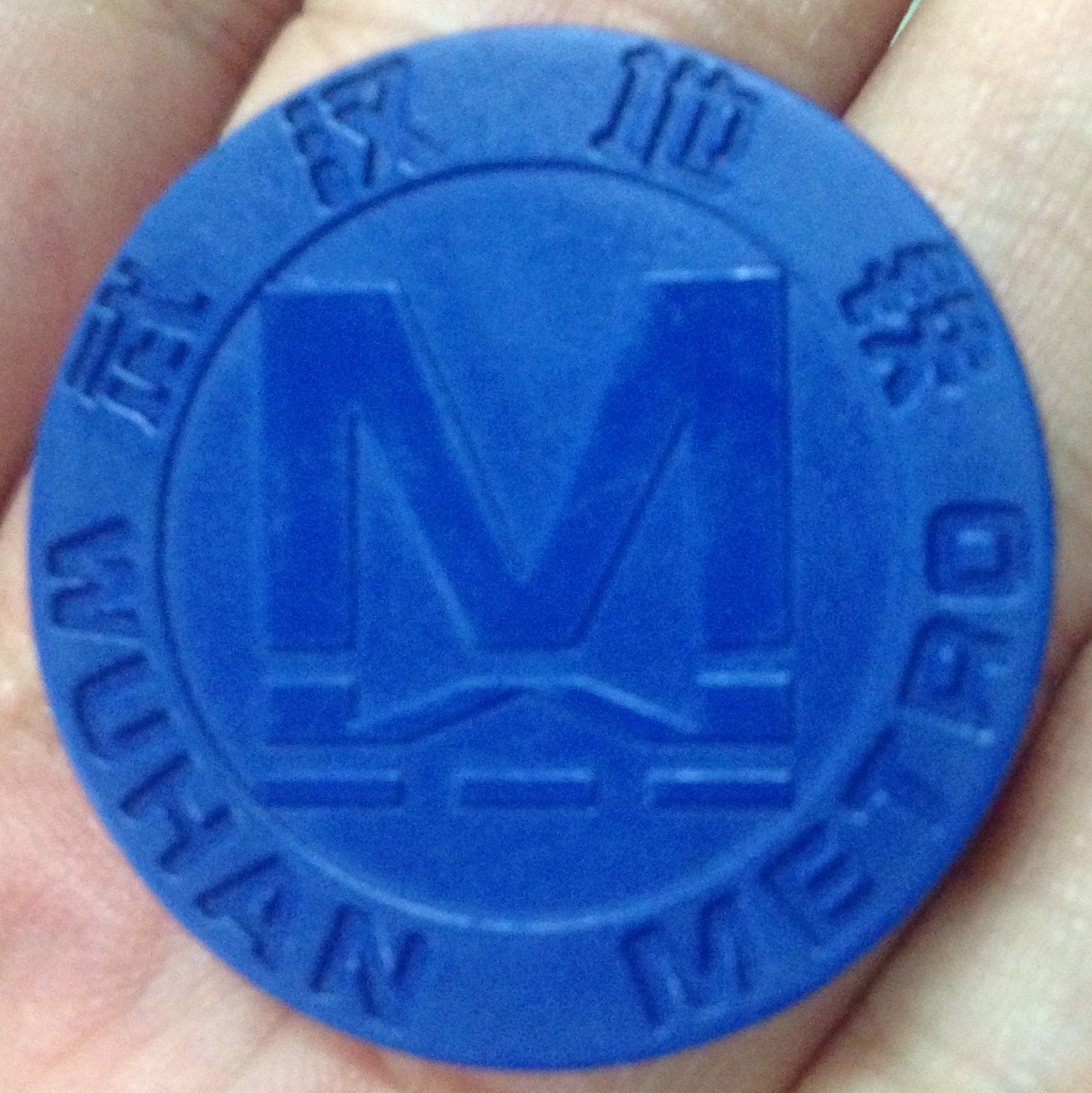
乘车优惠：使用武汉通卡享受9折优惠。
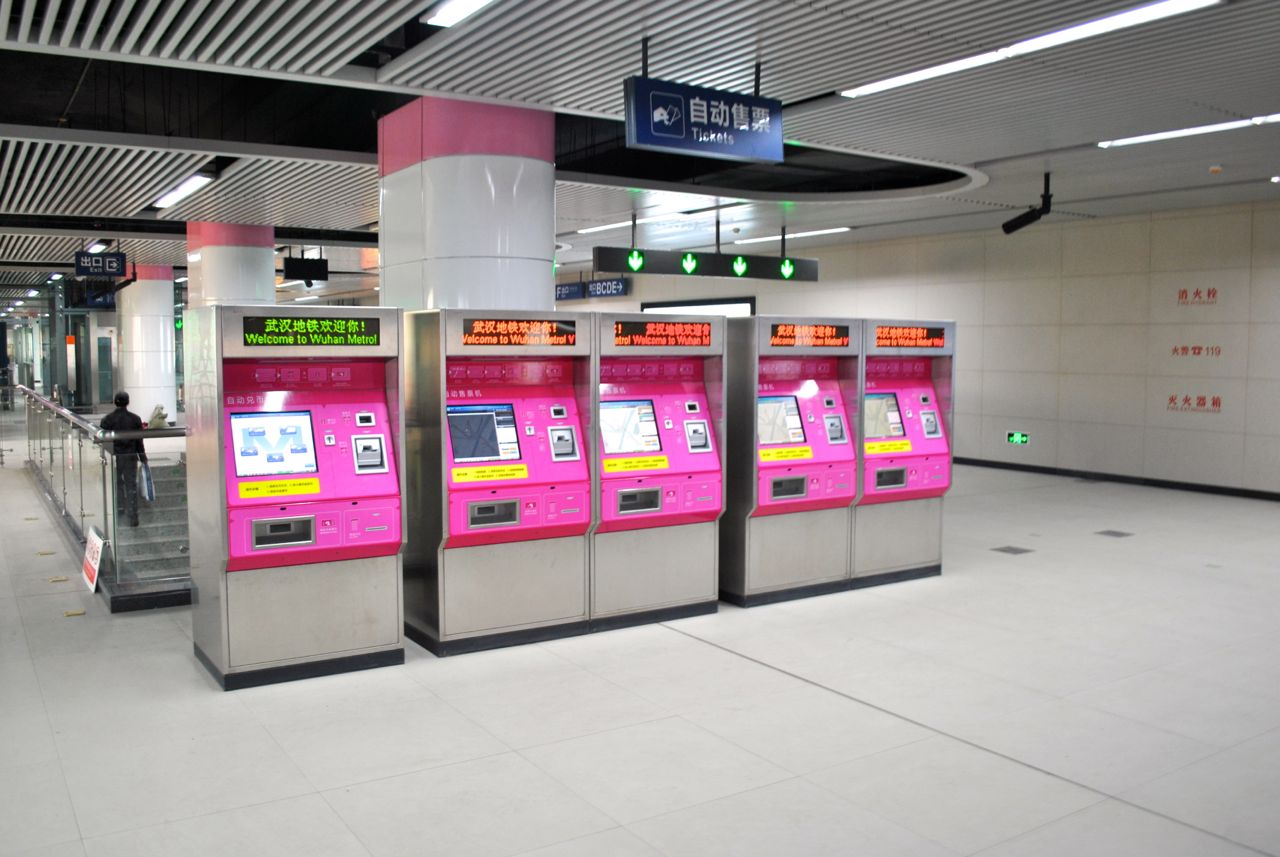
支付方式：乘客可通过扫描“支付宝”“微信”“云闪付”“Metro新时代”等手机应用内的地铁乘车码乘坐武汉地铁；以及通过具备闪付功能的银联银行卡、交通联合卡和武汉通（以上三款均含手机NFC版本）刷卡乘车。
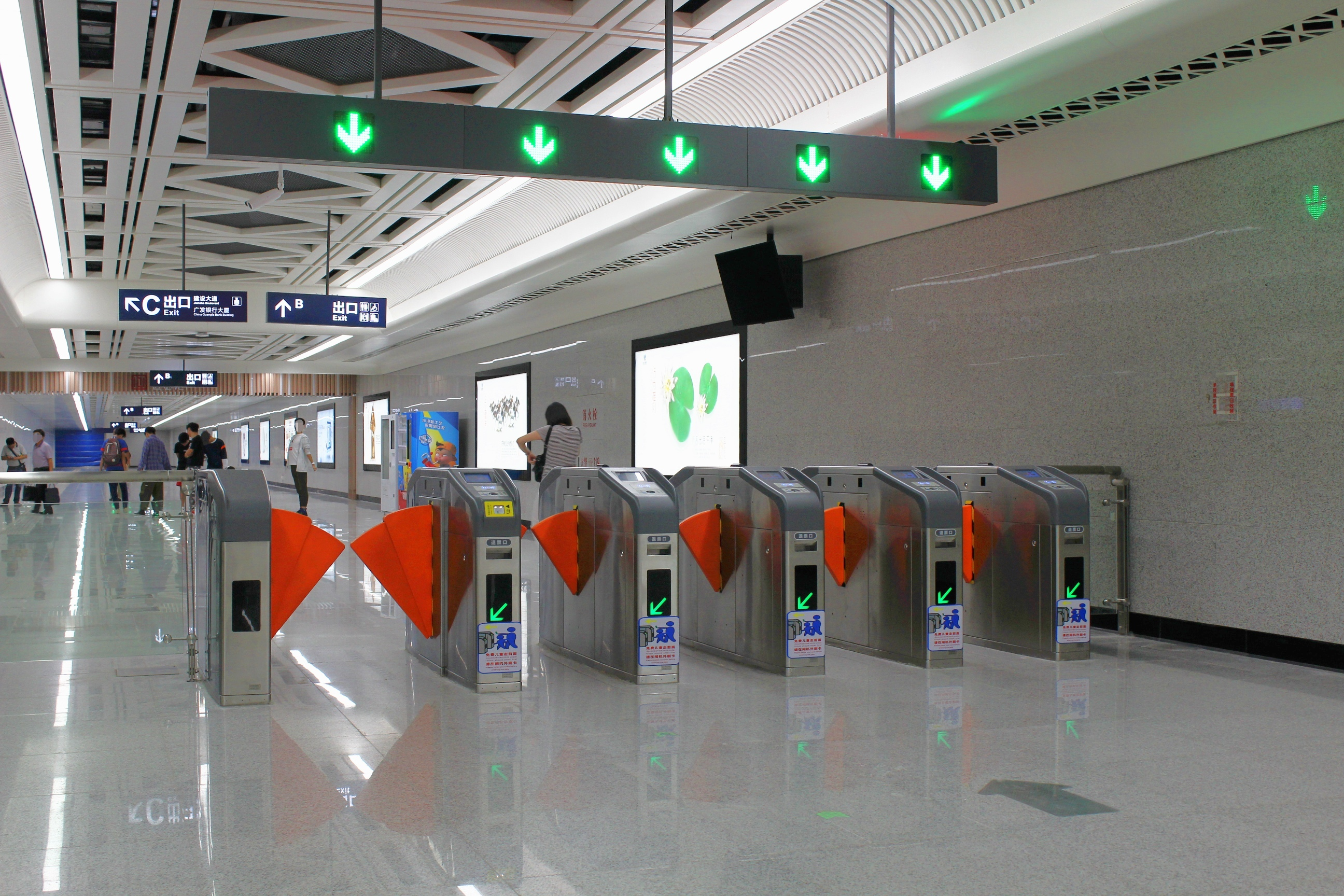
定期票：分为1、3、7日定期票，每张价格分别为18元、45元、90元。
  - 实体定期票：购买时每张票另收押金20元，乘客可在地铁各车站客服中心办理定期票的购买和退票等业务。1日票为发售时间起至当日运营时间结束，3日票为当日发售时间起至第3日运营时间结束，7日票为当日发售时间起至第7日运营时间结束。
  - 电子定期票：电子定期票在“Metro新时代”手机应用内购买。1日票为激活后24小时内，3日票为激活后72小时内，7日票为激活后168小时内有效。

- 武汉地铁支持二维码乘车
- 单程票
- 自动售票机
- 闸机

#### 票价调整沿革
轨道交通2号线一期工程开通以前，武汉地铁采用限时分段计价（每相邻两站之间为1个区间），起价1.5元，可乘坐6个区间，7~9个区间2元，10~12个区间2.5元，13~15个区间3元，16~20个区间3.5元，21~25个区间4元（2010年7月28日一号线全线通车后，由于实际运营的为25个站，全程票价为4元封顶）。
自2012年12月28日2号线一期工程开通后，武汉地铁统一采用限时里程计价。截至2019年1月，票价标准为9公里以内（含9公里）2元/人次，9~14公里（含14公里）3元/人次，3元以上每增加1元可乘坐的里程比上一区段递增2公里，以此类推。每次进闸到出闸限3小时，超过3小时后须按单程票最高票价补交。
2012年12月28日开始，65岁以上老年人持“老年人优待证”可以免费乘坐轨道交通。2013年5月1日起，普通乘客持武汉通可享受9折优惠。2013年9月1日起，持学生卡可享受7折优惠。
2019年2月1日，武汉地铁对票价进行了调整，该计价标准沿用至今。

#### 虚拟换乘
2025年7月31日起，“虚拟换乘”功能上线，实现了3组9座车站的连续计价：4号线武汉火车站、5号线武汉站东广场站、19号线武汉站西广场站，4/7号线武昌火车站、11号线武昌站东广场站，4/5号线复兴路站、11号线紫阳湖站。
使用单程票、储值类票卡[含地铁储值票、武汉通普通卡（含老年卡储值钱包）、武汉通学生卡、互联互通卡]、银联闪付卡、乘车码的乘客，在虚拟换乘关联站之间出站后再进站，并使用同一票/卡/码在30分钟内换乘的，可连续计价，具体为：
1. 目前虚拟换乘关联站点有：武汉火车站、武汉站东广场、武汉站西广场之间；武昌火车站、武昌站东广场之间；复兴路、紫阳湖之间。
2. 储值类票卡、银联闪付卡第一段行程按实际票价扣费，第二段行程扣差价。
3. 使用单程票的乘客，在虚拟换乘站应通过虚拟换乘专用闸机刷票出闸；若投票出闸则无法享受虚拟换乘优惠，需重新购票乘车。
4. 乘客在虚拟换乘时，刷票/卡/码后超过规定时间未进闸，则本次行程无法享受虚拟换乘优惠，单程票回收。

### 车站标示导引

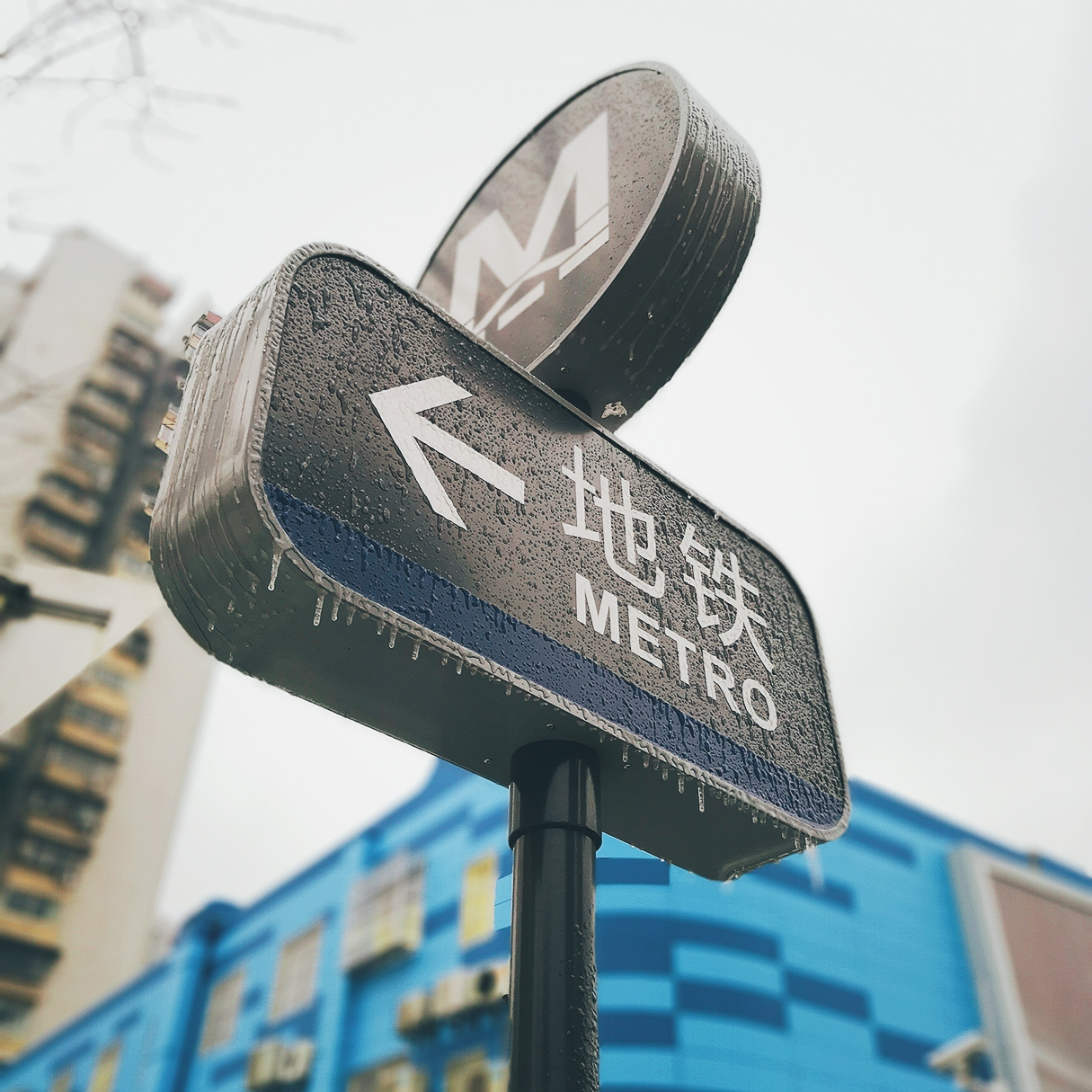
指示地铁站位置的指示牌

自2号线开始，武汉地铁全面推行新的地铁指示标识，包括站内与站外部分。按照规定，车站区域信息图每2年更新一次。在新线开通时做到立即更换，周边信息有很大变化的车站也会做到及时更换。
2017年，武汉地铁运营公司将2号线、3号线、4号线的灯箱样式的车站区域信息图全部更新，统一按照上北下南、左西右东的规则绘制，和市民的普遍认知保持一致。
武汉轨道交通在距离各车站500米至100米区域范围内，均设有蓝色站外导向标志牌。车站每个出入口处均有轨道交通位置标志、车站位置标志，如图所示。
此外，武汉轨道交通车站站台的屏蔽门上方的引导标识为贴附式标识，站点名称颜色呈浅灰色则是已驶过的站点，颜色鲜亮表示将要前往的站点。列车运行方向标志是途经重点车站信息，如“往天河机场站方向”下面对应增加“途经江汉路、中山公园、汉口火车站”。

### 服务设施
- 4G网络：武汉轨道交通机场线开通4G+极速网络，武汉轨道交通机场线沿途共设联通4G宏站16个、DOT技术室分系统14个，全面覆盖地铁车厢内部、站台区、地面段、隧道与站厅站台间通道等各个区域，并采用网络优化手段实现无缝信号连接。
- WIFI网络：2016年底武汉轨道交通免费WiFi系统正式启用，市民乘坐时可免费接入网络，部分新建线路将逐步开放WiFi功能。为保证市民在使用WiFi时的信号，每辆车上均安装2台设备，每台可供120人同时接入，系统设置的人数上限为20万人同步接入。

### 相关法规
2012年9月，武汉市人大常委会表决通过了《武汉市轨道交通管理条例》，其中规定在列车内进食最高可罚款200元。该规定与港铁类似，是全国第一个通过的地铁禁食法规。
另外，根据条例规定，擅自在车站、通道、出入口以及出入口周围五米范围内停放车辆、堆放杂物、摆设摊档；在车站或列车内使用滑板、滑轮鞋；在运行的自动扶梯上逆行；在车站、列车、出入口、通道躺卧，踩踏座椅，表演歌舞；在列车内进食；在列车内售卖物品等行为，均在禁止范围内。如有上述行为的，责令改正；拒不改正的，处50元以上200元以下罚款。而在以前的条例(草案)中，罚款额为100元。

## 车站

### 换乘车站
| 换乘站名称   | 线路1    | 线路2    | 线路3   | 国铁                                       | 其他制式线路                                     | 备注             |
| ------------ | -------- | -------- | ------- | ------------------------------------------ | ------------------------------------------------ | ---------------- |
| 循礼门       | █ 1号线  | █ 2号线  |         |                                            |                                                  |                  |
| 宗关         | █ 1号线  | █ 3号线  |         |                                            |                                                  |                  |
| 大智路       | █ 1号线  | █ 6号线  |         |                                            |                                                  |                  |
| 码头潭公园   | █ 1号线  | █ 6号线  |         |                                            |                                                  |                  |
| 三阳路       | █ 1号线  | █ 7号线  |         |                                            |                                                  |                  |
| 黄浦路       | █ 1号线  | █ 8号线  |         |                                            |                                                  |                  |
| 新荣         | █ 1号线  | █ 阳逻线 |         |                                            |                                                  |                  |
| 范湖         | █ 2号线  | █ 3号线  |         |                                            |                                                  |                  |
| 宏图大道     | █ 2号线  | █ 3号线  | █ 8号线 |                                            |                                                  |                  |
| 洪山广场     | █ 2号线  | █ 4号线  |         |                                            |                                                  |                  |
| 中南路       | █ 2号线  | █ 4号线  |         |                                            |                                                  |                  |
| 积玉桥       | █ 2号线  | █ 5号线  |         |                                            |                                                  |                  |
| 常青花园     | █ 2号线  | █ 6号线  |         |                                            |                                                  |                  |
| 江汉路       | █ 2号线  | █ 6号线  |         |                                            |                                                  |                  |
| 巨龙大道     | █ 2号线  | █ 7号线  |         |                                            |                                                  |                  |
| 王家墩东     | █ 2号线  | █ 7号线  |         |                                            |                                                  |                  |
| 螃蟹岬       | █ 2号线  | █ 7号线  |         |                                            |                                                  |                  |
| 街道口       | █ 2号线  | █ 8号线  |         |                                            |                                                  |                  |
| 武汉东站     | █ 2号线  | █ 11号线 |         |                                            |                                                  |                  |
| 汉口火车站   | █ 2号线  |          |         | 汉宜铁路、合武铁路、汉丹铁路、武孝城际铁路 |                                                  |                  |
| 天河机场     | █ 2号线  |          |         | 武孝城际铁路                               |                                                  |                  |
| 华中科技大学 | █ 2号线  |          |         |                                            | 光谷有轨电车L1、L3线（经华中大）                 |                  |
| 珞雄路       | █ 2号线  |          |         |                                            | 光谷有轨电车L1、L3线（经步行街省中医院，限南行） |                  |
| 佛祖岭       | █ 2号线  |          |         |                                            | 光谷有轨电车L1线                                 |                  |
| 王家湾       | █ 3号线  | █ 4号线  |         |                                            |                                                  |                  |
| 香港路       | █ 3号线  | █ 6号线  | █ 7号线 |                                            |                                                  |                  |
| 东风公司     | █ 3号线  | █ 6号线  |         |                                            |                                                  |                  |
| 武汉商务区   | █ 3号线  | █ 7号线  |         |                                            |                                                  |                  |
| 赵家条       | █ 3号线  | █ 8号线  |         |                                            |                                                  |                  |
| 后湖大道     | █ 3号线  | █ 阳逻线 |         |                                            |                                                  |                  |
| 沌阳大道     | █ 3号线  |          |         |                                            | 车都有轨电车T1线（经车轮广场）                   |                  |
| 复兴路       | █ 4号线  | █ 5号线  |         |                                            |                                                  | 两站之间出站换乘 |
| 紫阳湖       | █ 11号线 |          |         |                                            |                                                  | 两站之间出站换乘 |
| 钟家村       | █ 4号线  | █ 6号线  |         |                                            |                                                  |                  |
| 武昌火车站   | █ 4号线  | █ 7号线  |         | 京广铁路                                   |                                                  | 两站之间出站换乘 |
| 武昌站东广场 | █ 11号线 |          |         | 京广铁路                                   |                                                  | 两站之间出站换乘 |
| 岳家嘴       | █ 4号线  | █ 8号线  |         |                                            |                                                  |                  |
| 武汉火车站   | █ 4号线  |          |         | 京广高速铁路、武九客运专线、滠武铁路       |                                                  | 三站之间出站换乘 |
| 武汉站东广场 | █ 5号线  |          |         | 京广高速铁路、武九客运专线、滠武铁路       |                                                  | 三站之间出站换乘 |
| 武汉站西广场 | █ 19号线 |          |         | 京广高速铁路、武九客运专线、滠武铁路       |                                                  | 三站之间出站换乘 |
| 徐家棚       | █ 5号线  | █ 7号线  | █ 8号线 |                                            |                                                  |                  |
| 园博园北     | █ 6号线  | █ 7号线  |         |                                            |                                                  |                  |
| 国博中心南   | █ 6号线  | █ 16号线 |         |                                            |                                                  |                  |
| 老关村       | █ 6号线  | █ 16号线 |         |                                            |                                                  |                  |
| 野芷湖       | █ 7号线  | █ 8号线  |         |                                            |                                                  |                  |
| 光谷五路     | █ 11号线 | █ 19号线 |         |                                            |                                                  |                  |
| 光谷四路     | █ 11号线 |          |         |                                            | 光谷空轨旅游线（经高新大道）                     |                  |
| 关山大道     | █ 11号线 |          |         |                                            | 光谷有轨电车L1、L3线（经雄楚大道）               |                  |
| 光谷七路     | █ 11号线 |          |         |                                            | 光谷有轨电车L2线                                 |                  |

### 车站结构
武汉地铁高架车站通常为双侧式月台构造。部分车站修建为岛式月台方便布置存车线和折返线。车站一般采用棚顶结构，通常有玻璃天棚或雨罩包裹外部。
地下车站则基本使用岛式月台。其中中南路、洪山广场、宏图大道、钟家村、香港路是跨月台转车站。部分车站使用一岛一侧布局以在站内安排一条存车线；部分换乘站为考虑换乘方便而使用侧式站台；8号线黄浦路、徐家棚两站因过江隧道为单洞双线而使用侧式站台。

### 换乘形式

#### 同台换乘
- 宏图大道站同台换乘（2、3号线）
- 中南路站和洪山广场站的连续同台换乘

2号线与4号线的洪山广场站与中南路站皆为跨月台转车站。为了方便去行及回行两个方向两条线路的换乘，这两个车站设计成了以其中一个车站可以实现去行方向同台换乘，而另一个车站可以实现回行方向同台换乘。换乘方式类似港鐵的觀塘綫及荃灣綫的太子站及旺角站。
在中南路站，2号线佛祖岭方向与4号线柏林方向可同台换乘，2号线天河机场方向与4号线武汉火车站方向可同台换乘；相反地，在洪山广场站，2号线佛祖岭方向与4号线武汉火车站方向可同台换乘，2号线天河机场方向与4号线柏林方向可同台换乘。
除此之外，钟家村站、香港路站、宏图大道站也使用了同台换乘的设计。

#### 十字岛-侧换乘（节点换乘）
3号线与4号线的王家湾站、3号线与7号线的武汉商务区站、4号线与8号线的岳家嘴站、3号线、6号线与7号线的香港路站均为一条线路使用侧式站台，另一条或多条线路使用岛式站台。这种设计可以使用较少的空间进行站台间的转乘，减少了乘客换乘步行的距离，提高了换乘效率。

#### 高架-地下换乘（天地换乘）
由于武汉地铁1号线设计及运营时间较早且全线均为高架线路车站，给后续线路设计换乘带来了较大的麻烦。
目前武汉地铁1号线很多与地下线路的换乘站都采用超长扶梯的形式进行换乘。各站均设有4台超长扶梯，两台上行两台下行，均位于付费区内。
由于武汉地铁1号线一期车站站厅和站台面积都较小，为了防止客流过大造成事故，这些换乘车站都对原有的高架车站结构进行了改扩建。按时间顺序分别如下：
1. 循礼门站（与2号线）：1号线站厅延长，长扶梯连接2号线站厅与1号线站厅；
2. 宗关站（与3号线）：1号线站厅一侧建设换乘通道到路边的换乘大楼，长扶梯连接3号线换乘夹层和1号线站厅层；
3. 大智路站（与6号线）：1号线站厅延长并拓宽，长扶梯连接6号线站厅与1号线站厅；
4. 黄浦路站（与8号线）：1号线站厅和站台均拓宽，长扶梯连接8号线换乘夹层和1号线站台（仅供下行）；
5. 三阳路站（与7号线）：1号线站厅和站台均拓宽；
6. 新荣站（与阳逻线）：1号线与阳逻线之间另外新建付费区换乘通道。

### 出入口
武汉地铁的出入口根据线路和建设年代而有所不同。一号线的出入口的設計相對简单，由二号线開始，地鐵出入口主要是兩種樣式，分別是“卓越式”及“盒子”。前者“卓越式”現時為2號線一期及4號線一期大部分部分車站所採用；而後者“盒子”型式則是4號線一期以後通車的路線車站出入口所採用，2號線一期及4號線一期中也有少量出入口採用。另外，部分车站有特色出入口，比如中山公园站、循礼门站、江汉路站、宝通寺站等。

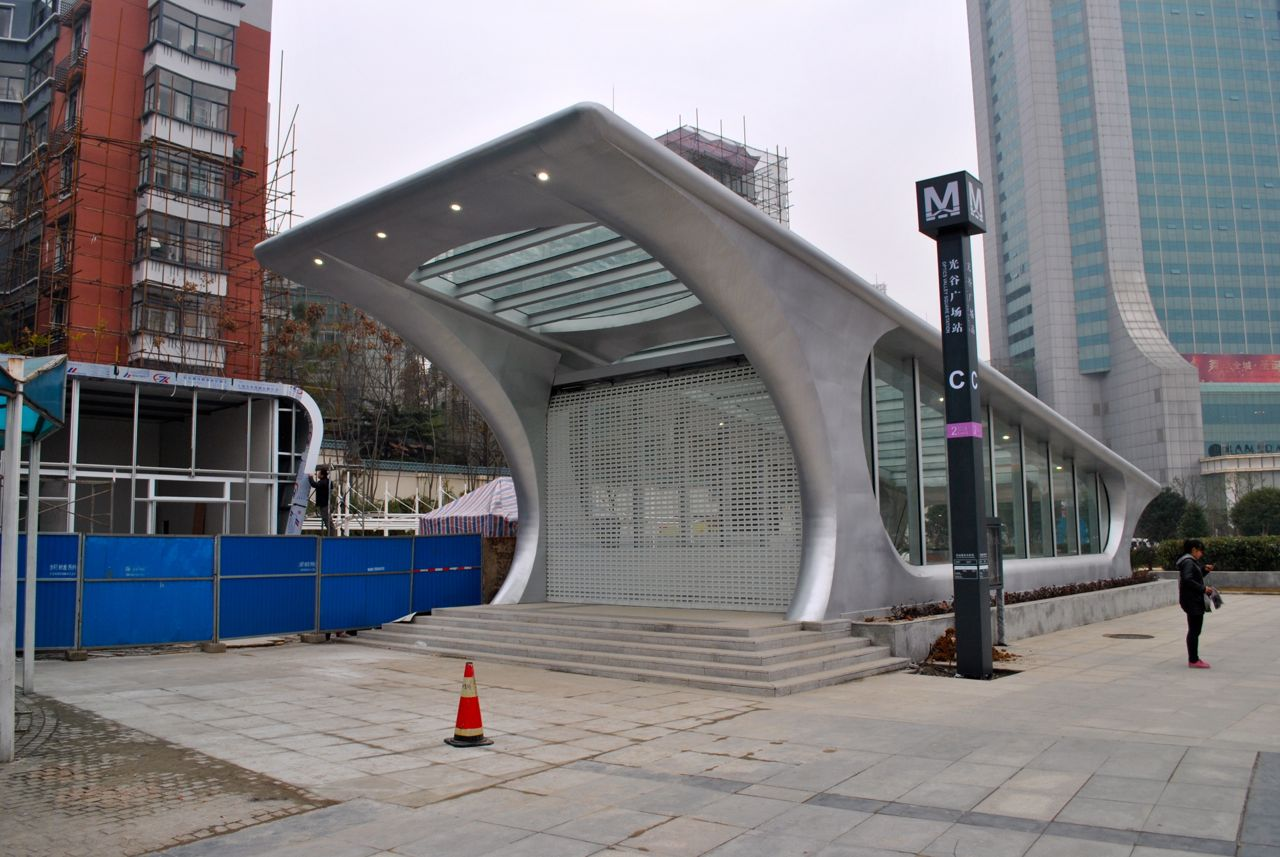
採用“卓越式”出入口（光谷广场站）
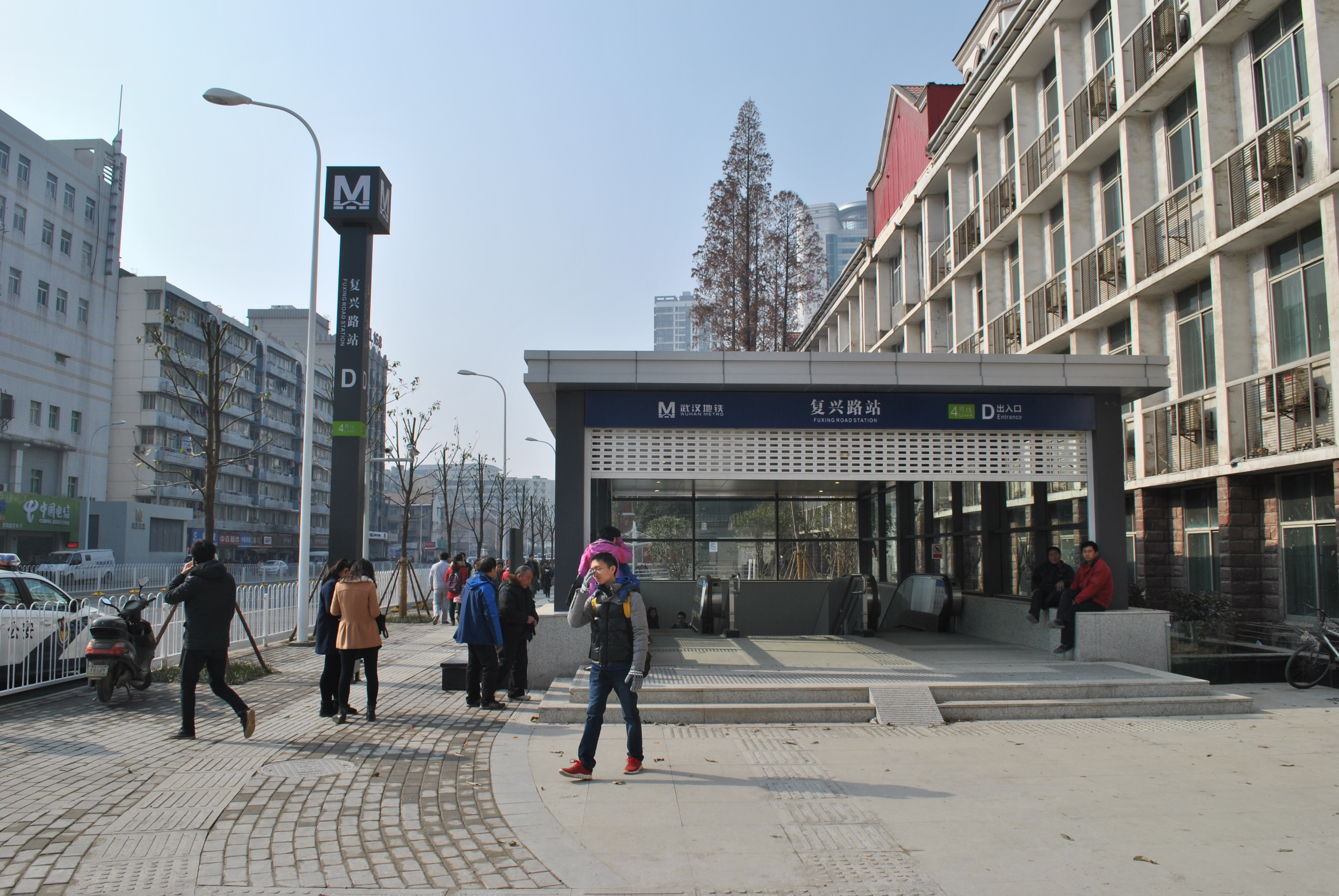
採用“盒子式”出入口（復興路站）
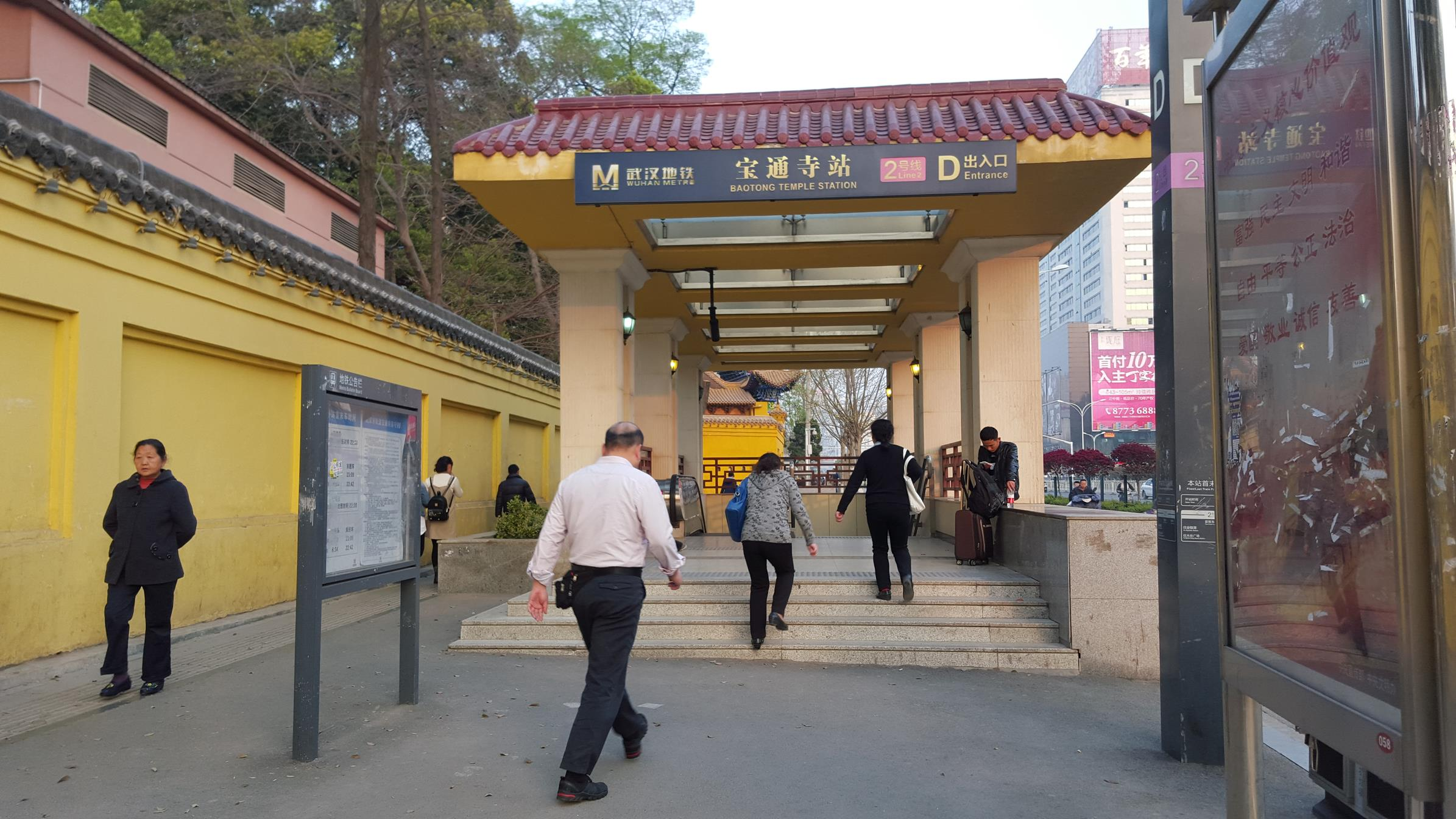
寶通寺站的出入口
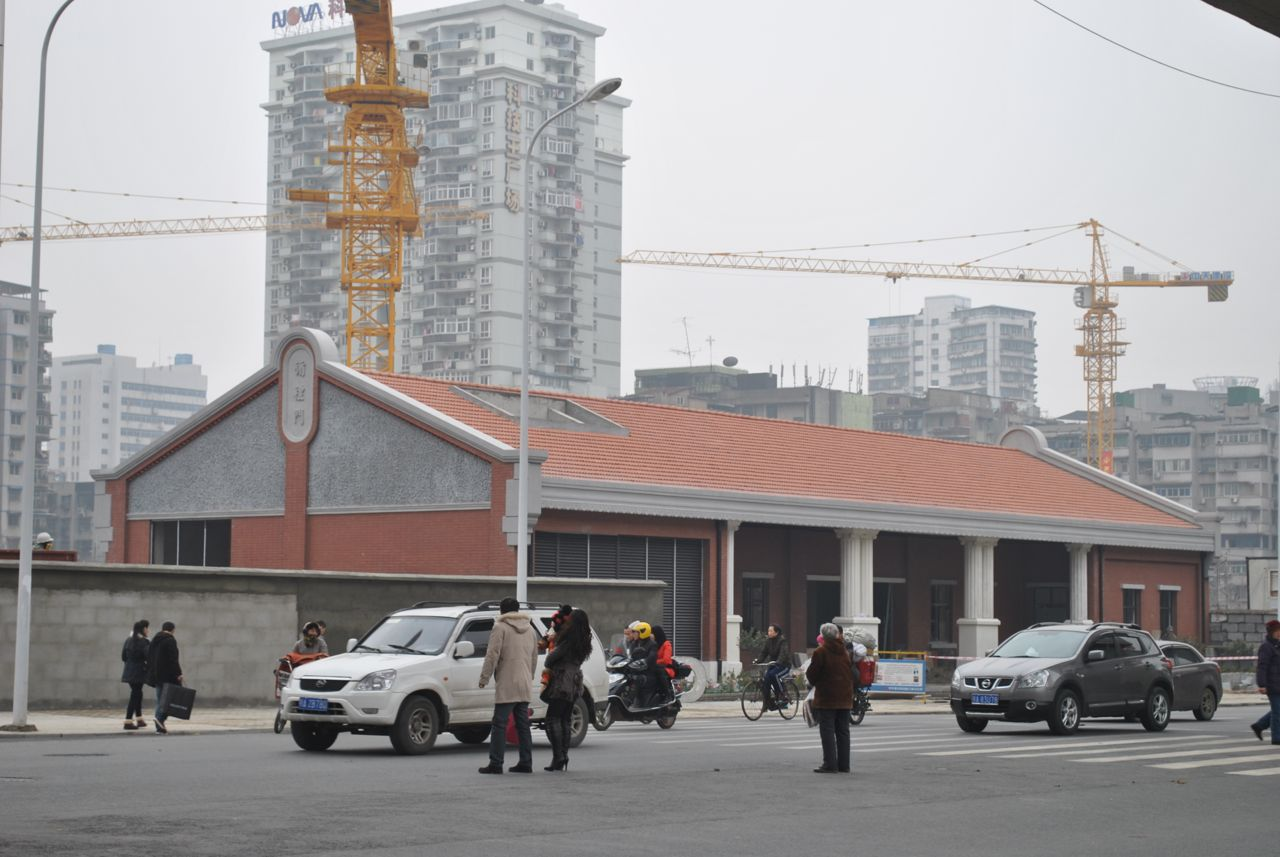
循礼门站由循礼门火车站老站房改造重建的出入口
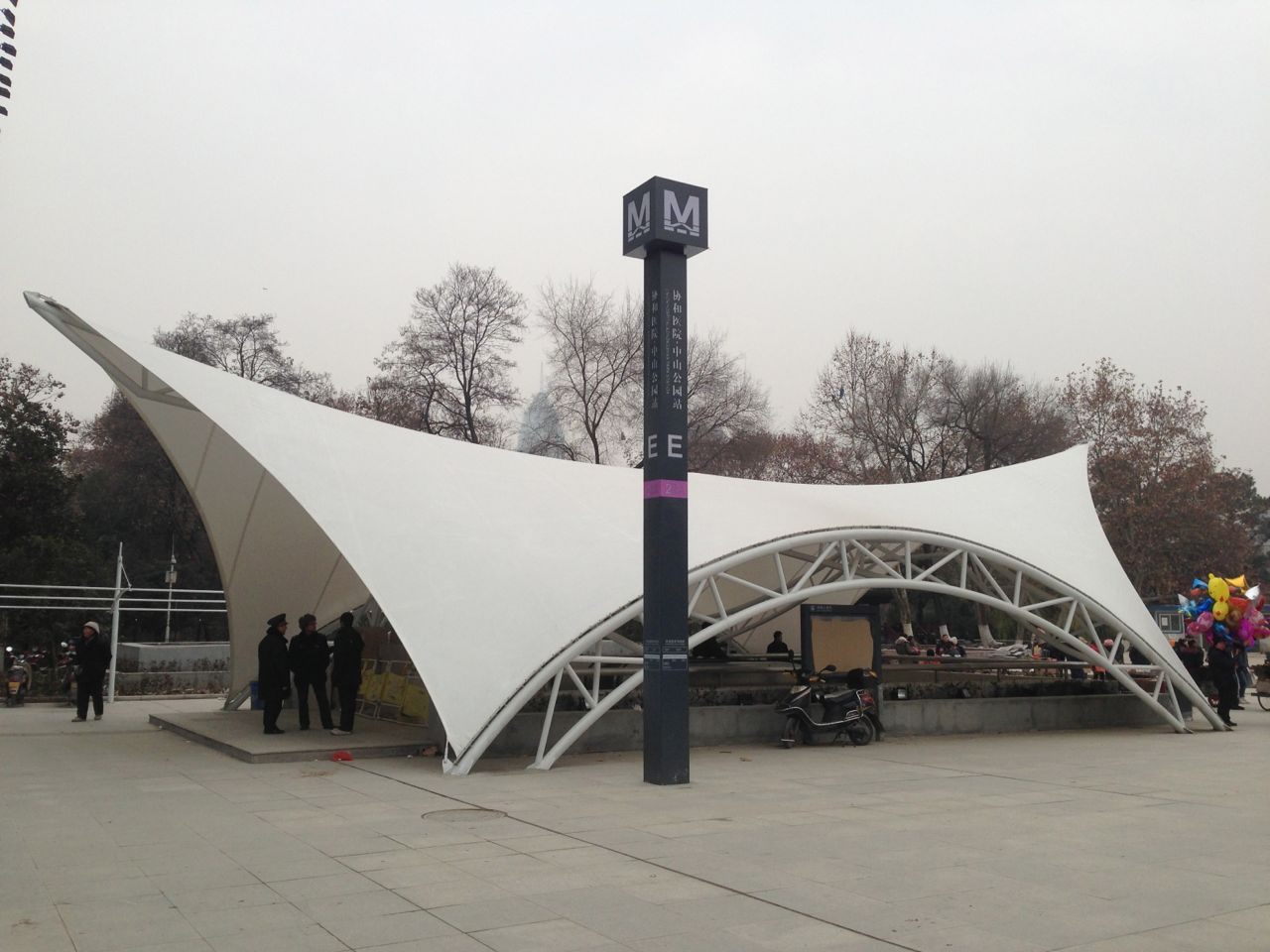
中山公园站的出入口
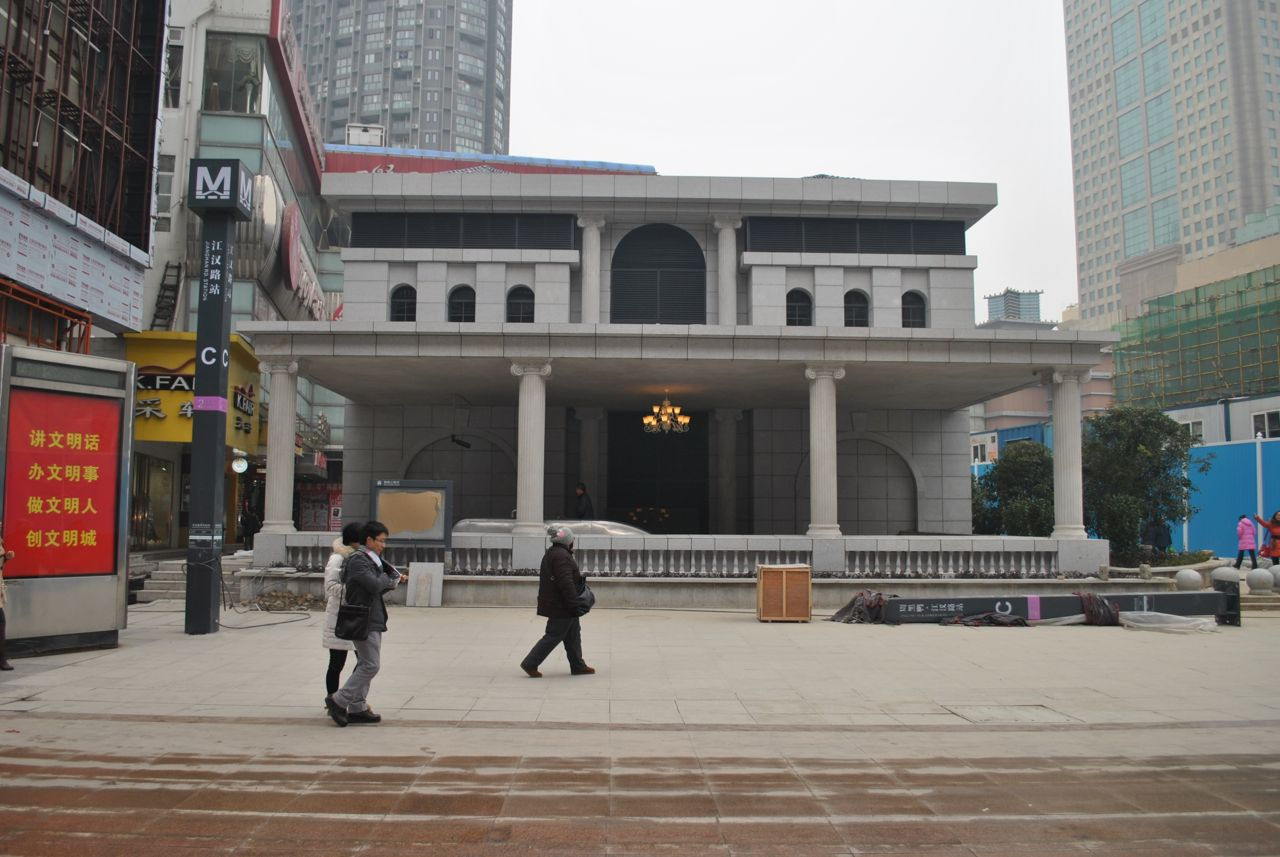
江汉路站的出入口

## 未来发展
武汉市轨道交通第一、二、三期建设规划中的大部分线路目前均已建成投入使用，惟第二期建设规划中的3号线二期工程在很长一段时间里处于被搁置的状态，直至第四期建设规划调整，3号线二期才被重新提上日程。武汉市城市轨道交通第四期建设规划于2018年12月25日获得国家发改委批复，总长198.4公里，其中5号线一期、6号线二期、8号线三期、7号线北延线（又称前川线）和11号线三期等线路已建成通车，剩下的新港线一期與12号线目前正在建设之中。武汉市轨道交通第四期建设规划调整于2022年获得批复，包含3号线二期调整、6号线三期、11号线四期、新港线西延线。值得一提的是，虽然部分项目未获得国家发改委的批复，但它们仍然以前期相关工程调整之名义得以开工建设，例如5号线二期（又称5号线起点调整工程）、16号线二期（又称16号线起点调整工程）和12号线连接线工程（即阳逻线西延线，中一路站至后湖大道站）。
2025年3月19日，第五期建设规划（2025-2030年）开展环境影响评价第一次信息公示。
| 预计启用时间 | 线路                          | 状态           | 起点站           | 终点站             | 新设车站数目   | 长度/km | 车辆基地                           | 列车编组（预留） | 参考资料      |
| ------------ | ----------------------------- | -------------- | ---------------- | ------------------ | -------------- | ------- | ---------------------------------- | ---------------- | ------------- |
| 2026年3月    | █ 12号线武昌段                | 建设中         | 科普公园（不含） | 光霞               | 14             | 22.0    | 板橋停車場                         | 6A               | [ 12 ]        |
| 2026年       | █ 3号线二期                   | 建设中         | 文岭             | 沌阳大道（已建成） | 6              | 11.8    | 文岭车辆段                         | 6B               |               |
| 2026年       | █ 6号线三期                   | 建设中         | 博艺路           | 东风公司（已建成） | 2              | 2.2     | 巨龙湖停车场（与新城十一路站接轨） | 6A               |               |
| 2026年       | █ 阳逻线西延                  | 建设中         | 中一路           | 后湖大道（已建成） | 2              | 3.12    |                                    | 4A (6A)          | [ 13 ] [ 14 ] |
| 2026年       | █ 新港线一期                  | 建设中         | 北洋桥           | 白玉山             | 5              | 10.9    | 铁铺岭车辆段                       | 6A               |               |
| 2027年3月    | █ 12号线江北段                | 建设中         | 光霞（不含）     | 科普公园           | 23             | 37.9    | 丹水池車輛段、復興村停車場         | 6A               | [ 12 ]        |
| 2028年       | █ 10号线一期（ █ 新港线西延） | 建设中         | 汉口火车站       | 北洋桥（不含）     | 8              | 19.01   |                                    | 4A/6A            |               |
| 2028年       | █ 11号线四期                  | 建设中         | 汤山             | 江安路（不含）     | 6              | 16.2    |                                    | 6A (8A)          |               |
| 待定         | █ 11号线三期新汉阳火车站段    | 已批复，未开工 | 黄金口           | 汤山（不含）       | 2              | 2.2     | 汤山车辆段                         | 6A (8A)          |               |
| 待定         | █ 新港线二期                  | 已批复，未开工 | 白玉山           | 桃桥湖             | 6（含1預留站） |         |                                    | 4A               |               |

## 识别系统

武汉地铁标志

2009年1月20日，武汉地铁正式启用全新的识别系统。该识别系统更换了新的地铁标识，同时明确了各条不同线路的标识色。

### 标识（Logo）
武汉地铁新LOGO（形象标识）分为上下两部分，上半部分为国际化地铁标识字母M（地铁英文Metro之意），下半部分是象征地域特色的拼音WuHan首字母缩写“WH”的变形。其中，“H”被拆分成三个等体积色块，象征“两江交汇、三镇鼎立”的武汉地域特征，也预示着武汉地铁未来将贯穿东西、纵行南北、连通三镇。根据使用场合的不同，采用渐变的蓝色和上红下蓝两种色彩方案。

### 线路标识用色
武汉规划建设的每条地铁线路分别用不同种色彩表示，选取色彩的灵感来源于武汉各种景观及文化，比如长江、东湖、归元寺、古琴台、鹦鹉洲、黄鹤楼、省博物馆等重要景点，然后把它们的“色彩”进行提炼。每种色彩代表一条线路，并配以各自特色的名称，方便市民识别。2009年，全新的武汉地铁识别系统正式启用，确定了最初规划的12条线路的标识色。2013年武汉地铁4号线开通时，武汉地铁3号线和武汉地铁6号线的标识色被调整互换。2017年，武汉地铁5号线的标识色由“扬子蓝”调整为“首义红”，而“扬子蓝”则改成武汉地铁12号线的标识色。各线路与其线路色具体对应关系如下：
- 1号线：█ 地铁蓝
- 2号线：█ 梅花红
- 3号线：█ 归元金
- 4号线：█ 芳草绿
- 5号线：█ 首义红
- 6号线：█ 鹦鹉绿
- 7号线：█ 凤凰橙
- 8号线：█ 编钟青
- 9号线：█ 东湖蓝
- 10号线：█ 古琴褐
- 11号线：█ 云鹤黄
- 12号线：█ 扬子蓝
- 16号线：█ 芙蓉红
- 19号线：█ 灵泉青
- 阳逻线：█ 云苔紫

## 车辆

### 车辆制式

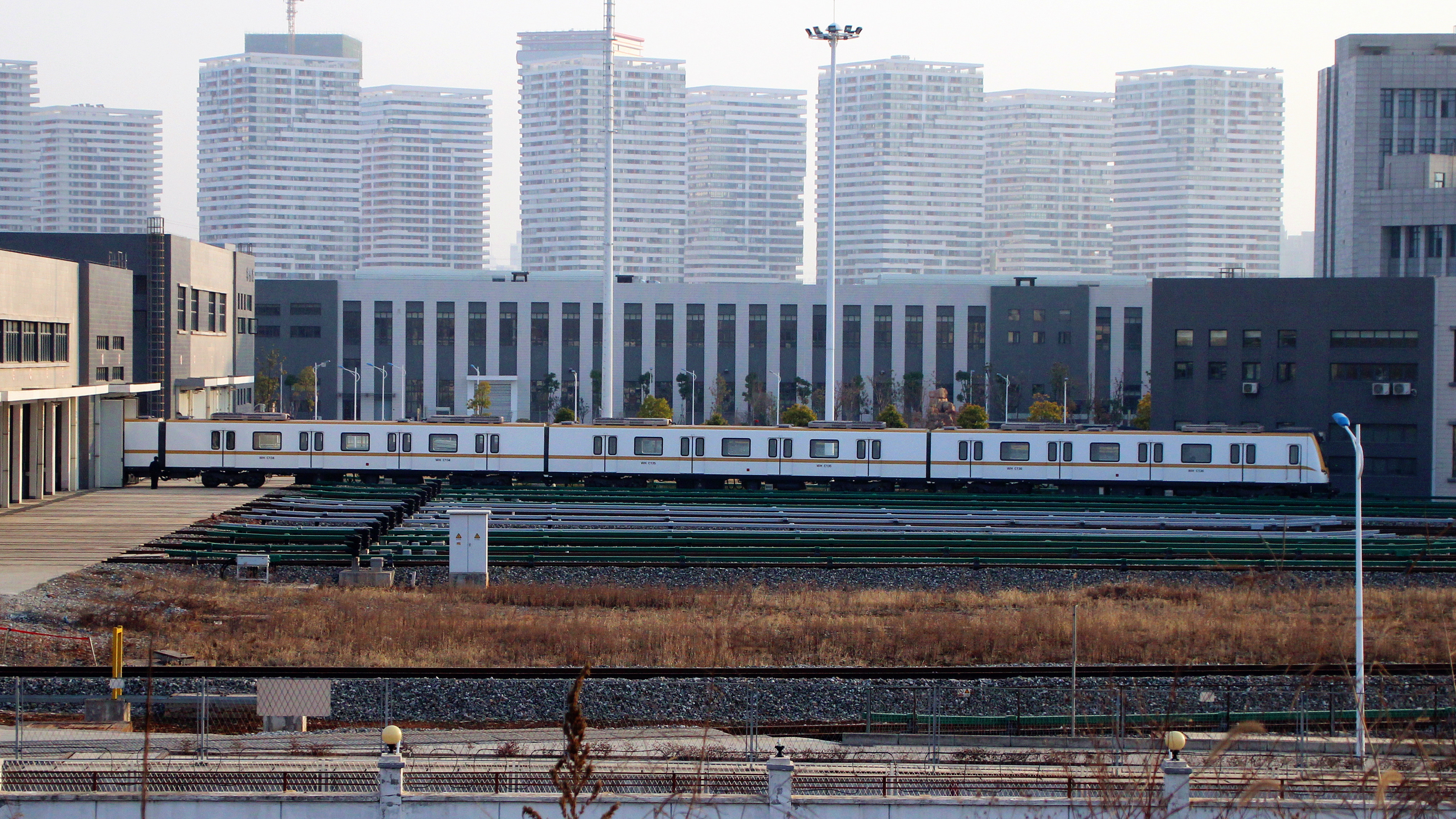
武汉地铁所采用的B型车均为不等距车门设计，即头尾两节车厢的车门布置与中间车厢不同。

武汉轨道交通1号线、2号线、3号线、4号线均使用地铁B型车，且不设驾驶室紧急通道，其余线路均使用地铁A型车。列车的编组数从4至6节不等，并且同一条线上的所有列车都采用相同的编组数。目前运营中的1号线采用B型车4节编组；2号线、3号线和4号线采用B型车6节编组（其中2号线预留扩编为8节编组的条件）；5号线、6号线、7号线、8号线、11号线、19号线等均采用A型车，为6节编组（其中7号线、8号线和11号线预留扩编为8节编组的条件）；16号线和阳逻线采用A型车4节编组（预留扩编为6节编组的条件）。6号线和19号线的供电方式为接触网供电，其余线路的供电方式则为第三轨供电。
武汉地铁B型车带驾驶室的车厢每节载客量约为230人，中间车厢每节载客量约为245人；
A型车每节车厢载客量均为310人。

### 车辆配属统计
斜体部分表示未投入使用。
| 线路     | 编组 | 最高速度 | 信号系统供应商                        | 列车自动化运行等级 | 配属时期                 | 编号     | 数量 | 数量   | 制造商   |
| -------- | ---- | -------- | ------------------------------------- | ------------------ | ------------------------ | -------- | ---- | ------ | -------- |
| █ 1号线  | 4B   | 80 km/h  | 泰雷兹（当前）； 卡斯柯（更新改造后） | GoA3               | 一期工程                 | A01～A12 | 12列 | 共72列 | 中车长客 |
| █ 1号线  | 4B   | 80 km/h  | 泰雷兹（当前）； 卡斯柯（更新改造后） | GoA3               | 二期工程                 | A13～A33 | 21列 | 共72列 | 中车株机 |
| █ 1号线  | 4B   | 80 km/h  | 泰雷兹（当前）； 卡斯柯（更新改造后） | GoA3               | 三期工程（汉口北延伸线） | A34～A47 | 14列 | 共72列 | 中车长客 |
| █ 1号线  | 4B   | 80 km/h  | 泰雷兹（当前）； 卡斯柯（更新改造后） | GoA3               | 四期工程（径河延伸线）   | A48～A72 | 25列 | 共72列 | 中车长客 |
| █ 2号线  | 6B   | 80 km/h  | 卡斯柯                                | GoA3               | 一期工程                 | B01～B30 | 30列 | 共85列 | 中车株机 |
| █ 2号线  | 6B   | 80 km/h  | 卡斯柯                                | GoA3               | 一期工程增购             | B31～B33 | 3列  | 共85列 | 中车株机 |
| █ 2号线  | 6B   | 80 km/h  | 卡斯柯                                | GoA3               | 机场线（即北延线）       | B34～B45 | 12列 | 共85列 | 中车长客 |
| █ 2号线  | 6B   | 80 km/h  | 卡斯柯                                | GoA3               | 南延线                   | B46～B85 | 40列 | 共85列 | 中车长客 |
| █ 3号线  | 6B   | 80 km/h  | 泰雷兹                                | GoA3               | 一期工程                 | C01～C29 | 29列 | 共54列 | 中车长客 |
| █ 3号线  | 6B   | 80 km/h  | 泰雷兹                                | GoA3               | 一期工程增购             | C30～C48 | 19列 | 共54列 | 中车长客 |
| █ 3号线  | 6B   | 80 km/h  | 泰雷兹                                | GoA3               | 二期工程                 | C49～C54 | 6列  | 共54列 |          |
| █ 4号线  | 6B   | 80 km/h  | 卡斯柯                                | GoA3               | 一期工程                 | D01～D15 | 15列 | 共70列 | 中车株机 |
| █ 4号线  | 6B   | 80 km/h  | 卡斯柯                                | GoA3               | 二期工程                 | D16～D39 | 24列 | 共70列 | 中车长客 |
| █ 4号线  | 6B   | 80 km/h  | 卡斯柯                                | GoA3               | 蔡甸线（即西延线）       | D40～D70 | 31列 | 共70列 | 中车长客 |
| █ 5号线  | 6A   | 80 km/h  | 交控科技                              | GoA4               | 一期工程                 | E01～E35 | 35列 | 共42列 | 中车长客 |
| █ 5号线  | 6A   | 80 km/h  | 交控科技                              | GoA4               | 起点调整工程             | E36～E42 | 7列  | 共42列 | 中车长客 |
| █ 6号线  | 6A   | 80 km/h  | 卡斯柯                                | GoA3               | 一期工程                 | F01～F40 | 40列 | 共51列 | 中车株机 |
| █ 6号线  | 6A   | 80 km/h  | 卡斯柯                                | GoA3               | 二期工程                 | F41～F51 | 11列 | 共51列 | 中车株机 |
| █ 7号线  | 6A   | 100 km/h | 泰雷兹                                | GoA3               | 一期工程                 | G01～G40 | 40列 | 共85列 | 中车长客 |
| █ 7号线  | 6A   | 100 km/h | 泰雷兹                                | GoA3               | 纸坊线（即南延线）       | G41～G55 | 15列 | 共85列 | 中车株机 |
| █ 7号线  | 6A   | 100 km/h | 泰雷兹                                | GoA3               | 前川线（即北延线）       | G56～G85 | 30列 | 共85列 | 中车长客 |
| █ 8号线  | 6A   | 80 km/h  | 卡斯柯                                | GoA3               | 一期工程                 | H01～H20 | 20列 | 共47列 | 中车长客 |
| █ 8号线  | 6A   | 80 km/h  | 卡斯柯                                | GoA3               | 二、三期工程             | H21～H47 | 27列 | 共47列 | 中车株机 |
| █ 11号线 | 6A   | 100 km/h | 泰雷兹                                | GoA3               | 一期工程                 | K01～K12 | 12列 | 共34列 | 中车长客 |
| █ 11号线 | 6A   | 100 km/h | 泰雷兹                                | GoA3               | 二、三期工程             | K13～K34 | 22列 | 共34列 | 中车长客 |
| █ 12号线 | 6A   | 80 km/h  | 卡斯柯                                | GoA4               | 武昌段&江北段            | L01～L79 | 79列 | 79列   | 中车长客 |
| █ 16号线 | 4A   | 120 km/h | 卡斯柯                                | GoA3               | 一期工程                 | P01～P23 | 23列 | 23列   | 中车株机 |
| █ 19号线 | 6A   | 120 km/h | 卡斯柯                                | GoA3               | 一期工程                 | S01～S15 | 15列 | 15列   | 中车株机 |
| █ 阳逻线 | 4A   | 100 km/h | 卡斯柯                                | GoA3               | 一期工程                 | U01～U25 | 25列 | 25列   | 中车株机 |
| █ 新港线 | 6A   | 120 km/h | 交控科技                              |                    | 一期工程                 |          | 6列  | 共18列 | 中车株机 |
| █ 新港线 | 6A   | 120 km/h | 交控科技                              | 西延线             |                          | 12列     |      | 共18列 | 中车株机 |

- 1号线列车
- 2号线列车
- 3号线列车
- 4号线列车
- 5号线列车
- 6号线列车6号线列车
- 7号线列车
- 8号线列车
- 11号线列车
- 16号线列车
- 19号线列车
- 阳逻线列车

## 客流量
在线网中，2号线是最繁忙的线路，4号线、3号线和7号线紧随其后。就各车站而言，客运量最大的是江汉路站，换乘客流最大的是香港路站，除此之外，汉口火车站、楚河汉街、中山公园、王家湾和街道口等车站在平日里也较为繁忙。以下是武汉市统计局公布的武汉地铁年客流量：

| 年份 | 年客运量 (万人次) |
| ---- | ----------------- |
| 2007 | 926               |
| 2008 | 1,106(+19.44%)    |
| 2009 | 1,317(+19.08%)    |
| 2010 | 3,300(+150.57%)   |
| 2011 | 7,737(+134.45%)   |
| 2012 | 8,288(+7.12%)     |
| 2013 | 27,343(+229.91%)  |
| 2014 | 35,624(+30.29%)   |
| 2015 | 56,510(+58.63%)   |
| 2016 | 71,659(+26.81%)   |
| 2017 | 92,683(+29.34%)   |
| 2018 | 104,054(+12.27%)  |
| 2019 | 122,903(+18.11%)  |
| 2020 | 62,160(-49.42%)   |
| 2021 | 101,270(+62.92%)  |
| 2022 | 89,424(-11.70%)   |
| 2023 | 135,284(+51.28%)  |
| 2024 | 146,800(+8.51%)   |

## 地铁文化

### 纸媒
武汉地铁上有《武汉地铁报》，由长江日报社主办，于2012年3月15日创刊。目前是以武汉晨报（地铁读本）的形式免费发行，每周一至周五清晨上班高峰时间在1号线上投放。2号线开通后也将覆盖该线路。日后《武汉晨报》将逐步改为《武汉地铁报》，并已获得相关单位批准。

### 多媒体
2011年7月29日，由武汉广播电视总台和武汉地铁集团合办的武汉地铁电视随武汉地铁一号线二期开通同时开始播放，全天播放时间达到15个小时，在车站站厅和列车内都能看到。

### 网络
随着规划和建设的进展，越来越多的市民开始关注武汉地铁。其中很多人透过武汉地铁微博和网络论坛地铁族等积极地参与各种线上线下活动，如地铁集团所组织的施工参观活动、讨论规划、讨论武汉地铁的特色、为武汉地铁系统设计标志标识地图等等。

### 吉祥物
2012年12月19日，武汉地铁公布了地铁吉祥物“豚豚”和“鹤鹤”。“豚豚”以长江江豚为原型，微笑体现武汉人热情好客，绿色外套寓意地铁绿色出行；“鹤鹤”以黄鹤为原型，向上挥翅寓意为武汉发展插上新的翅膀。粉色连衣裙与2号线的主打色梅花红相呼应。2012年12月22日，武汉地铁宣布该吉祥物将进行进一步优化，并仅作为地铁安全宣传片的角色使用，而真正的吉祥物将重新征集设计后发布。

### 地铁科普馆
2013年12月27日，武汉地铁科普馆开馆，是全国继沈阳之后开设的第二家地铁科普馆，位于武汉地铁2号线王家墩东站D1出口。

## 重大事故
2012年6月13日，一男子因失足掉下武汉地铁1号线循礼门站的站台，双足被压断，后虽送医，但因失血过多导致死亡。同年12月，武汉地铁集团开始在循礼门加装屏蔽门以提高站台安全性，避免在人流增加后，同类惨剧的发生。
2014年6、7月间，4号线2期复兴路站发生涌水事故，出现三次险情，险将导致车站隧道废弃，后经抢险修复。复兴路站站台为此而树立抢险纪念碑一块。
2015年2月11日，3号线惠济二路至香港路站盾构区间右线隧道，在掘进过程中发生涌水、涌砂险情，造成建设大道局部路段地面沉降。事发后，武汉地铁集团组织抢险队伍，采用隧道内封堵和地面钻孔注浆等措施，平衡地表，控制地面沉降。4月29日，右线隧道盾构机重新始发掘进，与原废弃的右线隧道相隔了5.7米至12.5米宽的水平距离，而左线隧道并未受到沉降影响，仍按原设计线路掘进。

## 大事记

### 规划编制
1984年，武汉市组织有关部门和专家，探讨武汉轨道交通。
1992年10月，武汉市轨道交通建设办公室（公司）成立，编制《武汉市轻轨交通一号线首期工程项目建议书》。
1993年8月，北京市城建设计院编制了《武汉市轻轨交通一号线一期、二期工程可行性研究报告》。
1994年6月，中国国际工程咨询公司对北京城建设计院的“一号线预可行性研究报告”进行评估。
1998年11月，武汉市规划设计研究院完成《武汉轻轨交通一号线一期工程综合规划》。

### 一号线
1999年10月，国家计委批准立项。同年12月，市轨道办委托铁道部第四勘测设计院为一号线一期工程总体设计单位。 
2000年4月，铁四院完成总体设计。同年12月，武汉轨道交通1号线一期工程开工。
2002年6月，武汉轨道交通1号线一期主体工程基本完工。
2003年1月，武汉轨道交通1号线一期开始铺轨。
2003年5月，武汉轨道交通1号线一期铺就全程轨道，投资额19亿元。
2004年7月28日，武汉轨道交通1号线一期进入观光试运营，全长10.234千米，设站点10座。
2005年12月15日，武汉轨道交通1号线二期工程东段开工建设，西段开始铺设管道，为开工做前期准备。按照国家发改委的批复，武汉轨道交通1号线二期全长18.448千米，全线高架，总投资51亿元。

### 二号线
2006年6月28日上午9时，武汉首个地下车站在武昌火车站动建，该车站将建设在地下。它也是与武昌火车站改造配套的项目，二者同步进行。
2006年11月16日，武汉轨道交通2号线一期工程试验段正式动工，这是武汉市首条开工建设的地铁线路。  
2008年12月30日凌晨2时许，武汉市首段地铁盾构区间隧道——汉口范湖至汉口火车站区间贯通。汉范区间为武汉轨道交通2号线首段盾构区间，全长1.01千米，为双洞双线设计，直径6.28米，约长江隧道直径（11.38米）的一半。
2009年12月18日，武汉轨道交通2号线一期虎泉站至名都站区间隧道成功贯通，这是武汉轨道交通首条采用矿山法施工贯通的区间隧道，也是继2009年6月20日汉口火车站站至范湖站盾构施工区间隧道双向贯通后，长江南岸首条双向贯通的区间隧道。
2010年2月4日，2号线首条联络通道顺利贯通，这是武汉地区首次采用冷冻法施工获得成功的工程。
2011年7月22日，武汉轨道交通2号线金色雅园站至常青花园站左线区间隧道轨道铺通，成为2号线完成铺轨的首段区间隧道。
2011年8月6日早晨6时，经过中铁隧道集团22个月的建设，武汉轨道交通2号线右线顺利贯通，地铁2号线隧道位于武汉长江大桥和武汉长江隧道之间，全长约3100米，开挖深度在长江平均水位线下48米处，为双线双洞隧道。
2013年11月7日下午3点，在地铁2号线光谷广场站C出入口旁，一个占地约130平方米的售票厅投入使用，这是武汉轨道交通第一个地面售票厅。

### 线网时代
- 2016年3月28日，随着武汉轨道交通6号线首列车到武汉，也是首列A型车到达武汉，标志着武汉进入大运量地铁时代。
- 2016年8月31日上午，随着武汉轨道交通6号线第23列「鹦鹉绿」新车到汉，武汉轨道交通迎来第1000辆列车。
- 2017年3月28日上午，随着武汉轨道交通7号线首列车下线，武汉轨道交通迎来100km/h时速列车。
- 2015年6月，《武汉市轨道交通第三期建设规划（2015-2021）》获得国家发改委批复。
- 2017年3月，《武汉市轨道交通第四期建设规划（2017年-2023年）》已通过国家环保部的环评技术审查。
- 2017年6月，武汉市全面开通轨道交通第二、三轮建设规划线路，已开工第四轮建设规划项目，并着手谋划第五轮建设规划，拟在全市形成总长400千米覆盖三镇、连通六个新城组团的轨道交通网络。
- 2020年7月至9月，为配合轨道交通新线联合调试，武汉地铁对8号线三期和11号线部分车站作运营组织调整。7月10日至9月30日，8号线三期黄家湖地铁小镇站、军运村站暂停运营，10月1日恢复运营；8月1日至9月15日，长岭山站、未来一路站、未来三路站、左岭站4个站点暂停运营，9月16日恢复运营，暂停运营期间，11号线运行区段将临时变更为光谷火车站至光谷七路站 ，列车抵达光谷七路站清客后折返。[84]
- 2020年7月9日凌晨1时，7号线徐家棚——三阳路上行区间汉口段（里程DK12+100处），小盾构隧道与汉口风井洞门处突发渗漏险情。险情发生后，地铁集团迅速组织多方力量连夜抢修，至上午9时，险情已得到有效控制；上午10时30分，因抢修需要封闭的长江公铁隧道公路出入口全部恢复通行。因长江公铁隧道抢修施工，7号线不过江，行车交路临时调整为园博园北——香港路，青龙山地铁小镇——新河街小交路运行，三阳路——湖北大学停运，7号线三阳路、徐家棚、湖北大学三站关闭。1号线三阳路站、8号线徐家棚站正常运营。[85]7月10日，7号线恢复正常运行。

#### 2019冠状病毒病疫情对武汉地铁的影响
为防止2019冠状病毒病疫情扩散，根据《市新型冠状病毒感染的肺炎疫情防控指挥部(第1号)通告》要求，自2020年1月23日上午10时起，武汉轨道交通所辖全部线路暂停运营。这是武汉地铁首次全线网大规模停运。
根据省、市最新疫情防控工作要求和部署，2020年3月28日起，武汉地铁部分线路恢复运营。轨道交通1、2、3、4、6、7号线恢复运营，轨道交通8号线、11号线和阳逻线暂不恢复运营。运营时间为工作日6:00至23:00，休息日6:30至23:00。恢复运营初期，轨道交通2、4、7号线按大小交路组织运营，小交路行车间隔约7.5分钟，大交路行车间隔约15分钟；轨道交通1、3、6号线按单一大交路组织运营，行车间隔约8分钟。乘车时，市民需要实名制登记。
2020年4月8日，8号线一期恢复运营，运营时间为工作日6:00至23:00，休息日6:30至23:00，行车间隔7至8分钟。8号线三期、11号线和阳逻线仍保持停运。
2020年4月22日，8号线三期、11号线和阳逻线恢复运营，至此武汉地铁全线网恢复正常运营。
2021年8月3日，因武汉经开区沌口街道再度出现本土疫情，沌口街道区域内的沌阳大道站A、B口，东风公司站A口，体育中心站A、B口关闭，车城东路站、江城大道站、老关村站封站，不进行开门乘降作业。
- 武汉地铁要求乘客乘车时全程佩戴口罩
- 7号线车厢内提醒乘客保持社交距离的标识
- 为疑似2019冠状病毒病病人准备的留观区，位于循礼门站
- 车站内的自助消毒区和体温测量区

## 争议

### 地铁站冠名的争议
2012年武汉地铁2号线开通前，部分车站引入了商业冠名，例如周黑鸭冠名了武汉地铁2号线的江汉路站，并引起广泛舆论关注，引起轩然大波。最终在开通一个月前的2012年11月24日，武汉地铁宣布取消所有2号线的冠名，包括周黑鸭冠名的江汉路站。
自2016年起，武汉地铁陆续恢复了2号线几个车站的冠名，不过仅限于列车的报站，因而未引起更大的争议。